# Wolf-Dietrich Wilcke
Wolf-Dietrich Wilcke, Spitzname Fürst (* 11. März 1913 in Schrimm, Provinz Posen; † 23. März 1944 bei Schöppenstedt) war ein deutscher Luftwaffenoffizier, zuletzt Oberst und zählt mit 162 bestätigten Luftsiegen zu den erfolgreichsten Jagdfliegern im Zweiten Weltkrieg.

## Militärische Laufbahn
1934 trat Wilcke dem Heer bei, wechselte aber schon im Folgejahr zur Luftwaffe über. Dort absolvierte er eine Flugzeugführerausbildung. Nach seinem Einsatz bei der Legion Condor kehrte Wilcke im Frühjahr 1939 nach Deutschland zurück. Im September 1939 fungierte er als Staffelkapitän in der 7. Staffel des Jagdgeschwaders 53. Im Westfeldzug wurde Wilcke am 18. Mai 1940 abgeschossen und geriet vorübergehend in französische Kriegsgefangenschaft. Nach seiner Rückkehr zur Luftwaffe im August 1940 wurde er Kommandeur der III. Gruppe des selbigen Jagdgeschwaders. Mit diesem nahm er an der Luftschlacht um England teil. In diesem Zuge musste er am 12. August 1940 in der Nordsee mit seiner Messerschmitt Bf 109 E-4 notwassern, konnte aber von einem Rettungsflugboot der Luftwaffe geborgen werden. Zu diesem Zeitpunkt hatte Wilcke seinen 13. Abschuss erzielt.

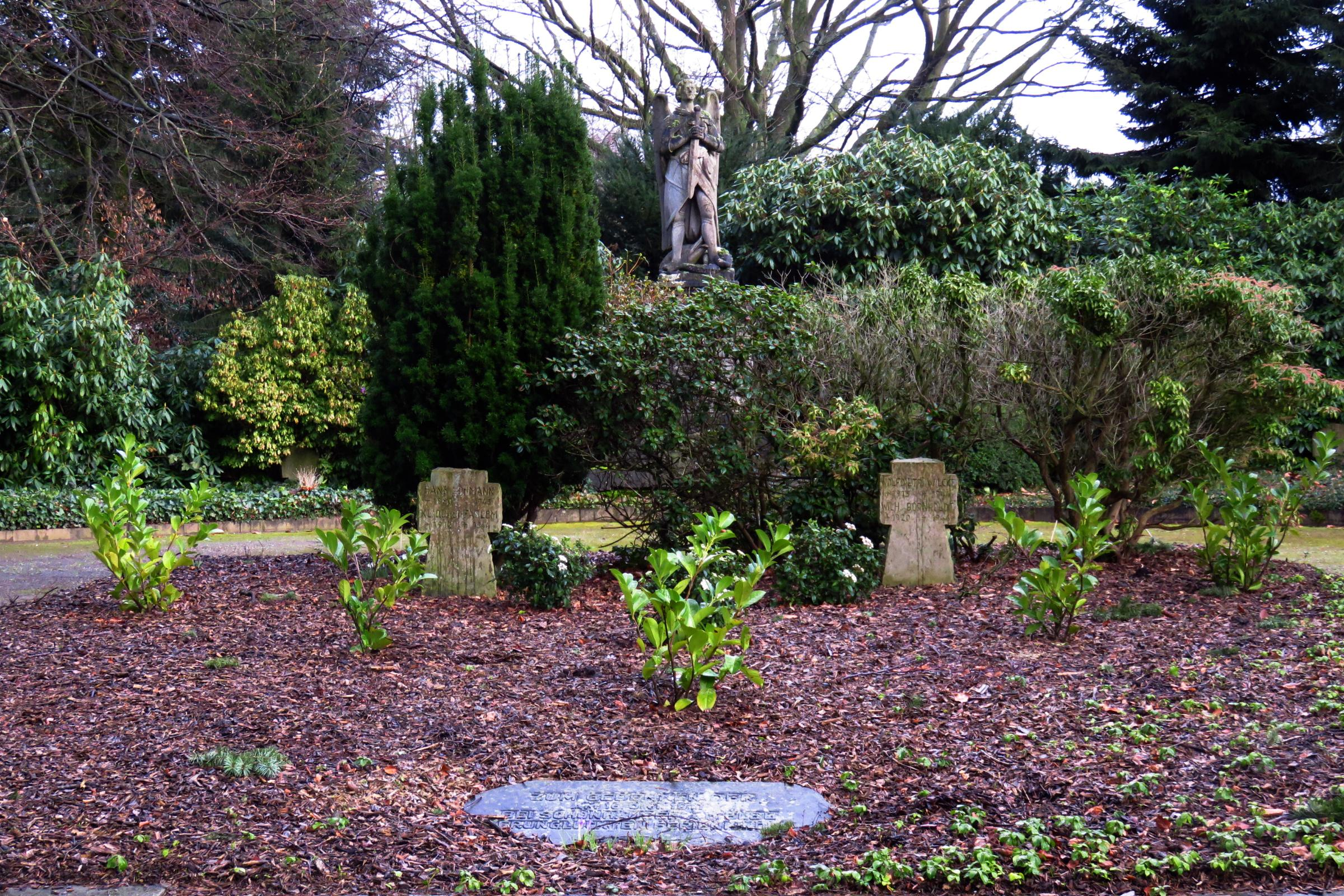
Grabstätte Wilckes (rechts) auf dem Städtischen Friedhof in Mönchengladbach-Holt

Nach dem Beginn des Unternehmens Barbarossa erhielt Wilcke für den 25. Luftsieg das Ritterkreuz des Eisernen Kreuzes verliehen. Von Dezember 1941 bis Mai 1942 erfolgte sein Einsatz in Nordafrika, Malta und Sizilien, wo er weitere vier Luftsiege errang. Anschließend kehrte er nach Russland zurück und wechselte in den Geschwaderstab des Jagdgeschwaders 3 (Udet) über. Dort errang Wilcke am 6. September 1942 seinen 100. Luftsieg, wofür ihm das Eichenlaub zum Ritterkreuz verliehen wurde. Wenige Tage später, zum 12. September 1942, stieg Wilcke innerhalb seines Geschwaders zum Kommodore auf. Am 17. Dezember 1942 erreichte er als vierter Pilot der Jagdflieger die Abschusszahl von 150. Am 23. Dezember 1942 wurde Wilcke im Range eines Majors, für nunmehr 155 Luftsiege, mit den Schwertern zum Ritterkreuz ausgezeichnet.
Am 23. März 1944 wurde Wilcke in einem Luftkampf bei Schöppenstedt im Rahmen der Reichsluftverteidigung von einer P-51 Mustang abgeschossen und starb durch Aufschlagbrand. Bis dahin hatte er auf 732 Feindflügen insgesamt 162 Luftsiege, davon 25 im Westen, errungen. Darunter befanden sich vier B-17.

## Auszeichnungen
- Spanienkreuz in Bronze mit Schwertern 1939
- Verwundetenabzeichen (1939) in Schwarz
- Frontflugspange für Tagjäger in Gold mit Anhängerzahl 700
- Flugzeugführer- und Beobachterabzeichen
- Eisernes Kreuz (1939) II. und I. Klasse
- Ritterkreuz des Eisernen Kreuzes
  - Ritterkreuz am 6. August 1941
  - Eichenlaub am 9. September 1942 (122. Verleihung)
  - Schwerter am 23. Dezember 1942 (23. Verleihung)
- Nennung im Wehrmachtbericht am 30. März 1944